# Shangtianba (sockenhuvudort i Kina, Yunnan Sheng, lat 28,03, long 103,86)
Shangtianba är en sockenhuvudort i Kina. Den ligger i provinsen Yunnan, i den sydvästra delen av landet, omkring 350 kilometer norr om provinshuvudstaden Kunming. Antalet invånare är 24 606. Befolkningen består av 11 695 kvinnor och 12 911 män. Barn under 15 år utgör 27,0 %, vuxna 15-64 år 65 %, och äldre över 65 år 6,0 %.
Runt Shangtianba är det ganska tätbefolkat, med 149 invånare per kvadratkilometer. Närmaste större samhälle är Tiexianxi, 13,5 km söder om Shangtianba. I omgivningarna runt Shangtianba växer i huvudsak blandskog.
Genomsnittlig årsnederbörd är 1 115 millimeter. Den regnigaste månaden är juli, med i genomsnitt 281 mm nederbörd, och den torraste är december, med 7 mm nederbörd.